# Société vaudoise d’histoire et d’archéologie

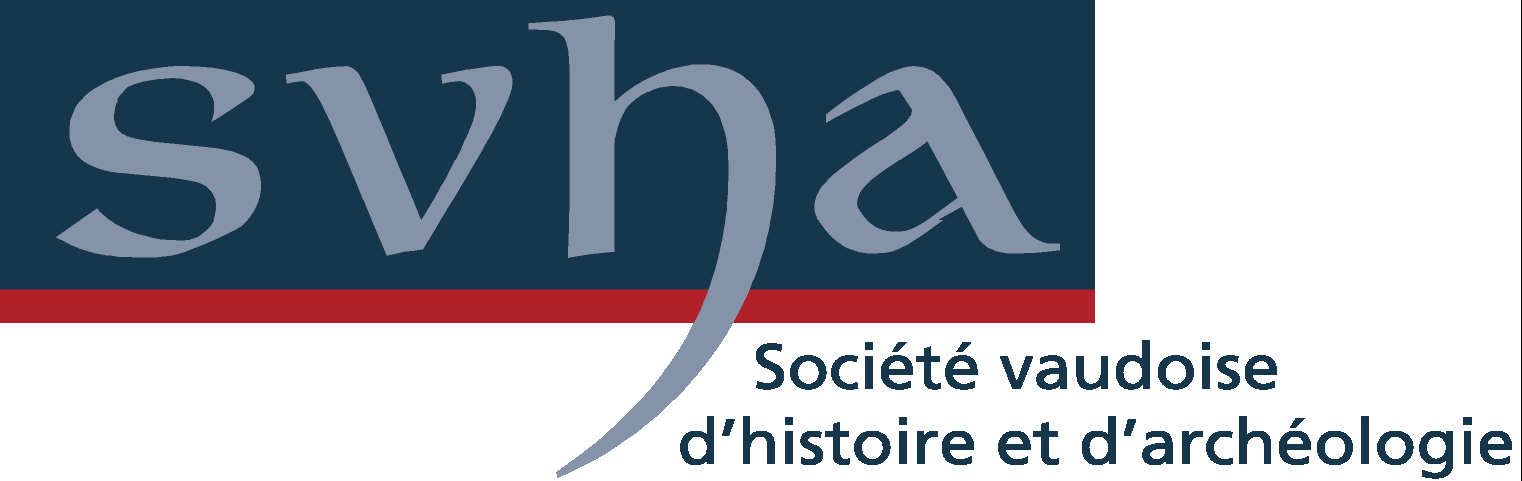
Logo der Société vaudoise d’histoire et d’archéologie

Die Société vaudoise d’histoire et d’archéologie (SVHA) ist eine wissenschaftliche Vereinigung im schweizerischen Kanton Waadt.

## Geschichte
Sie wurde am 3. Dezember 1902 in Lausanne unter der Leitung von Paul Maillefer (1862–1929), Professor an der Universität Lausanne, gegründet. Die Entstehung der Gesellschaft steht im Kontext mit den Feierlichkeiten zum hundertjährigen Bestehen des Kantons Waadt 1903. Maillefer hatte im Jahr 1893 bereits die Zeitschrift Revue historique vaudoise (RHV) ins Leben gerufen, die nun als Publikationsorgan der neuen geschichtsforschenden Gesellschaft weiterbestand. Der Inhalt dieser Zeitschrift ist seit 2016 im Portal Renouvaud der Kantons- und Universitätsbibliothek Lausanne aufgeschaltet.

## Tätigkeiten
Die SVHA organisiert Versammlungen, Vorträge und Exkursionen zu Themen der Geschichte und der Archäologie des Kantons Waadt. Sie wirkte bei der Redaktion des Dictionnaire historique, géographique et statistique du canton de Vaud mit, der unter der Federführung von Eugène Mottaz (1862–1951), Redaktor der Revue historique vaudoise, stand. 1953 veröffentlichte die SVHA zum 150-jährigen Jubiläum des Kantons Waadt das Werk Cent cinquante ans d’histoire vaudoise. Seit 2003 pflegt die Gesellschaft eine Website. Mit den Auszeichnungen Prix Jean Thorens d’histoire und Prix Jacqueline Exchaquet fördert der Verein schriftliche Arbeiten zur Kulturgeschichte des Kantons Waadt.
Kantonale Partnerorganisationen der SVHA sind der Cercle vaudois d’archéologie und der Cercle vaudois de généalogie.